# Daniel Oturu
Akinfayoshe Daniel Oturu (Brooklyn, 20 settembre 1999) è un cestista statunitense con cittadinanza nigeriana.

## Carriera

### High school
Oturu ha giocato a basket per la Cretin-Derham Hall High School di Saint Paul, Minnesota per quattro anni. Da senior, ha realizzato una media di 18,8 punti, 11,5 rimbalzi e 6,1 stoppate a partita ed è diventato il leader di tutti i tempi della sua scuola in ciascuna delle tre categorie. Nella sua ultima stagione, Oturu ha portato la sua squadra a un campionato statale di classe 4A presso la Apple Valley High School, segnando una schiacciata vincente con 0,5 secondi rimasti sul cronometro. Nonostante il suo gioco forte, è stato escluso dalla squadra di tutti i tornei per motivi di sportività, poiché aveva ricevuto un fallo tecnico per aver spinto il giocatore avversario, Tre Jones, nel primo tempo. Oturu è stato invitato a giocare per la squadra del World Select, che rappresenta la nazione natale dei suoi genitori in Nigeria, al Summit Nike Hoop a Portland, Oregon. Era considerato una recluta a quattro stelle e ha scelto di giocare a basket per Minnesota, rispetto all'offerta di Kansas, tra gli altri.

### College
Oturu ha subito un intervento chirurgico alla spalla prima della sua stagione da matricola. Il 24 dicembre 2018, Oturu è stato nominato Big Ten Rookie of the Week dopo aver segnato 20 punti e 11 rimbalzi nella vittoria 86-67 contro la Carolina del Nord.  Ha superato il suo massimo stagionale di 20 punti nella sconfitta 68-64 contro Rutgers il 24 febbraio 2019. Nonostante il forte gioco di Oturu, egli non è stato nominato nel Big Ten Freshman Team. Nell'offseason, Oturu ha lavorato sul bulking up per aiutare a sostituire la perdita di Jordan Murphy. Durante la sua seconda stagione è stato nominato Big Ten Player of the Week il 30 dicembre, dopo aver segnato 21 punti e 20 rimbalzi nella vittoria 89-62 contro Florida International, tirando 8 su 12 dal campo. Il 12 gennaio 2020, Oturu ha segnato 30 punti nella vittoria in rimonta contro Michigan 75-67 nonostante abbia giocato con un infortunio alla spalla. È stato nominato Big Ten Player of the Week il 13 gennaio 2020. Alla fine della stagione regolare, Oturu è stato inserito nella All-Big Ten Second Team dagli allenatori e dai media e nell'All-Defensive Team.

### NBA

#### Los Angeles Clippers (2020-)
Oturu è stato selezionato con la 33ª scelta nel Draft NBA 2020 dai Minnesota Timberwolves, diventando il primo giocatore dell'Università del Minnesota ad essere scelto sin da Kris Humphries nel 2004. Oturu è stato successivamente ceduto ai Los Angeles Clippers.

## Statistiche

### NCAA
| Anno      | Squadra           | PG | PT | MP   | TC%  | 3P%  | TL%  | RP   | AP  | PRP | SP  | PP   |
| --------- | ----------------- | -- | -- | ---- | ---- | ---- | ---- | ---- | --- | --- | --- | ---- |
| 2018-2019 | Minnesota Gophers | 35 | 31 | 23,8 | 55,1 | 50,0 | 61,5 | 7,0  | 0,5 | 0,5 | 1,3 | 10,8 |
| 2019-2020 | Minnesota Gophers | 31 | 31 | 33,9 | 56,3 | 36,5 | 70,7 | 11,3 | 1,1 | 0,5 | 2,5 | 20,1 |
| Carriera  | Carriera          | 66 | 62 | 28,5 | 55,8 | 37,0 | 67,1 | 9,0  | 0,8 | 0,5 | 1,8 | 15,2 |

### NBA

#### Regular Season
| Anno      | Squadra         | PG | PT | MP  | TC%  | 3P%  | TL%  | RP  | AP  | PRP | SP  | PP  |
| --------- | --------------- | -- | -- | --- | ---- | ---- | ---- | --- | --- | --- | --- | --- |
| 2020-2021 | L.A. Clippers   | 30 | 0  | 5,4 | 42,3 | 20,0 | 75,0 | 1,6 | 0,3 | 0,1 | 0,2 | 1,8 |
| 2021-2022 | Toronto Raptors | 3  | 0  | 9,0 | 50,0 | 0,0  | 60,0 | 1,7 | 0,0 | 0,0 | 0,7 | 3,0 |
| Carriera  | Carriera        | 33 | 0  | 5,7 | 43,1 | 16,7 | 70,6 | 1,6 | 0,3 | 0,1 | 0,3 | 1,9 |

#### Playoffs
| Anno     | Squadra       | PG | PT | MP  | TC%  | 3P% | TL%  | RP  | AP  | PRP | SP  | PP  |
| -------- | ------------- | -- | -- | --- | ---- | --- | ---- | --- | --- | --- | --- | --- |
| 2021     | L.A. Clippers | 8  | 0  | 1,9 | 40,0 | 0,0 | 50,0 | 0,5 | 0,0 | 0,0 | 0,1 | 0,6 |
| Carriera | Carriera      | 8  | 0  | 1,9 | 40,0 | 0,0 | 50,0 | 0,5 | 0,0 | 0,0 | 0,1 | 0,6 |

### G League
| Anno      | Squadra          | PG | PT | MP   | TC%  | 3P%  | TL%  | RP  | AP  | PRP | SP  | PP   |
| --------- | ---------------- | -- | -- | ---- | ---- | ---- | ---- | --- | --- | --- | --- | ---- |
| 2021-2022 | Windy City Bulls | 36 | 18 | 24,2 | 58,8 | 27,8 | 59,2 | 7,5 | 1,1 | 0,5 | 0,8 | 14,7 |
| 2022-2023 | Windy City Bulls | 36 | 3  | 16,1 | 61,0 | 11,1 | 58,2 | 5,8 | 0,7 | 0,4 | 0,4 | 9,9  |
| Carriera  | Carriera         | 72 | 21 | 20,2 | 59,7 | 25,4 | 58,9 | 6,7 | 0,9 | 0,5 | 0,6 | 12,3 |

### Eurolega
| Anno      | Squadra      | PG | PT | MP   | TC%  | 3P% | TL%  | RP  | AP  | PRP | SP  | PP  |
| --------- | ------------ | -- | -- | ---- | ---- | --- | ---- | --- | --- | --- | --- | --- |
| 2023-2024 | Anadolu Efes | 22 | 3  | 15,5 | 68,4 | -   | 58,5 | 3,9 | 0,5 | 0,3 | 0,9 | 7,2 |
| 2024-2025 | Anadolu Efes | 38 | 4  | 16,6 | 71,2 | 0,0 | 68,5 | 4,2 | 0,5 | 0,5 | 1,0 | 8,8 |
| Carriera  | Carriera     | 60 | 7  | 16,2 | 70,2 | 0,0 | 65,4 | 4,0 | 0,5 | 0,4 | 1,0 | 8,2 |

## Palmarès
- Coppa del Presidente: 1

Anadolu Efes: 2024